# Convenzione di Uqair
La Convenzione di Uqair o Protocollo di Uqair fu un accordo firmato a Uqair (in un antico forte nella penisola arabica), il 2 dicembre 1922 che definì i confini tra il Mandato britannico della Mesopotamia (Iraq) e il Sultanato del Najd e tra lo Sceiccato del Kuwait e del Najd. Fu imposto da Percy Cox, l'Alto commissario britannico dell'Iraq, in risposta ai predoni beduini del Najd sotto ibn Saʿūd. Cox incontrò ibn Saʿūd e il maggiore John More, l'agente politico britannico in Kuwait. I confini includevano una zona neutra saudita-irachena e una zona neutra saudita-kuwaitiana.
Al Kuwait non fu concesso alcun ruolo nell'esito del protocollo di Uqair quando i sauditi e i britannici stabilirono i confini moderni del Kuwait. Il Kuwait perse più di due terzi del suo territorio a seguito dell'accordo e crebbe nel Paese un sentimento anti-britannico a causa della perdita di territorio.

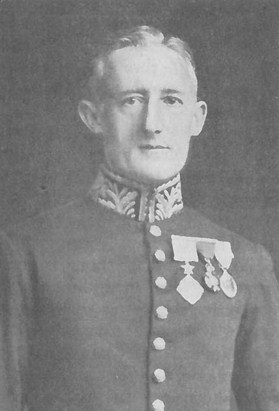
Percy Cox